# Börje Heed
Nils Börje Heed, född 22 mars 1921 i Ronneby, Blekinge län, död 10 oktober 1996 i Johannes församling, Stockholm, var en svensk journalist, radioman och författare. Han var framför allt känd som kriminalreporter i till exempel radioserien Brottsplats Stockholm.

## Biografi
Heed gjorde sina första arbeten som journalist i tidningen Trots allt!. Han verkade som journalist på Aftonbladet mellan 1947 och 1981, med inriktning på kriminalreportage. Under samma period gjorde han också många reportage för Sveriges Radio, där han även förutom kriminalreportage bland annat blev känd för programserien Brottsplats Stockholm, som sändes på sena söndagskvällar. Heed publicerade också reportagen och gav ut serien Brottsplats Stockholm i bokform, sammanställda i tre volymer (1989-91). Han har även skrivit andra böcker om bland annat historiska kriminalfall i Sverige.
Börje Heed hade ett stort internationellt kontaktnät och han intervjuade många av världens främsta ledare och spionchefer, men även brottslingar. Han är bland annat den ende journalist från Europa som träffade den misstänkte amerikanske mördaren Caryl Chessman strax innan denne sattes i gaskammaren. Heed var också en av få svenska journalister som tog ställning i fallet Olle Möller där han trodde att Möller var oskyldig. Han avslöjade 6 januari 1964 i Aftonbladet innehållet i den dittills hemliga rapporten om Bäckebobomben, och dessutom skrev han genom åren en lång serie artiklar om Vilhelm Moberg. Han gjorde även några översättningar av engelskspråkiga böcker till svenska som hade som ämnen spioneri, kriminalgåtor och historiska dokumentationer.
1974 och 1991 var han värd för Sommar i P1. 
Han var gift med Småen Heed, (1920-2001) som kom till Sverige från Norge under andra världskriget där hon varit kurir mellan norska motståndsrörelsen och norska polistrupperna.